# Димитър Гилин
Димитър Ангелов Гилин е участник в Съпротивителното движение по време на Втората световна война, партизанин. Български офицер, генерал-майор.

## Биография
Димитър Гилин е роден на 12 октомври 1899 година в село Брацигово, Пещерско. Родът му произхожда от костурското село Орешец. Активно участва в Септемврийското въстание (1923). Партизанин в четата на Крум Партъчев. Емигрира в Гърция и през Югославия, Австрия и Полша през 1924 г. се озовава в Москва. Осъден задочно на смърт по ЗЗД.
Завършва Московския университет и Финансово-икономическа академия в Ленинград. Работи на строежите на Комсомолск на Амур.
Участва в Съпротивителното движение по време на Втората световна война. Член на групата „Виктор“, прехвърлена с парашути в зоната на ЮНОА. Участва във формирането на български партизански отряди в Югославия. Партизанин от Втора софийска народоосвободителна бригада. От май 1944 г. е политкомисар на I бригада от Софийската народоосвободителна дивизия, командир Денчо Знеполски.
След 9 септември 1944 година участва във войната срещу Германия (1944 – 1945) като помощник-командир на Четвърти армейски корпус.
Служи в Българската армия. Началник на граничната школа „Хаджи Димитър“, главен инспектор на Гранични войски. Командващ на Вътрешни войски до 1955 г. След това излиза в запаса.
Автор на мемоарните книги „Комунисти“, „На война“ и статии, студии и спомени.